# FA Cup 2001-2002
La FA Cup 2001-2002 è stata la centoventunesima edizione della competizione calcistica più antica del mondo. È stata vinta dall'Arsenal contro il Chelsea.

## Primo turno
| Incontro | Squadra in casa    | Risultato       | Squadra fuori casa |
| -------- | ------------------ | --------------- | ------------------ |
| 1        | Blackpool          | 2–2             | Newport County     |
| Replay   | Newport County     | 1–4             | Blackpool          |
| 2        | Bournemouth        | 3–0             | Worksop Town       |
| 3        | Barnet             | 0–0             | Carlisle Utd       |
| Replay   | Carlisle Utd       | 1 – 0           | Barnet             |
| 4        | Bristol City       | 0–1             | Leyton Orient      |
| 5        | Reading            | 1–0             | Welling Utd        |
| 6        | Northwich Victoria | 2–5             | Hull City          |
| 7        | Macclesfield Town  | 2–2             | Forest Green       |
| Replay   | Forest Green       | 1–1 (10-11 dtr) | Macclesfield Town  |
| 8        | Lincoln City       | 1–1             | Bury               |
| Replay   | Bury               | 1–1 (2-3 dtr)   | Lincoln City       |
| 9        | Swindon Town       | 3–1             | Hartlepool Utd     |
| 10       | Doncaster          | 2–3             | Scunthorpe Utd     |
| 11       | Tranmere           | 4–1             | Brigg Town         |
| 12       | Kidderminster      | 0–1             | Darlington         |
| 13       | Brentford          | 1–0             | Morecambe          |
| 14       | Brighton           | 1–0             | Shrewsbury Town    |
| 15       | Oldham Athletic    | 1–1             | Barrow             |
| Replay   | Barrow             | 0 – 2           | Oldham Athletic    |
| 16       | Worcester City     | 0–1             | Rushden & Diamonds |
| 17       | Altrincham         | 1–1             | Lancaster City     |
| Replay   | Lancaster City     | 1 – 4           | Altrincham         |
| 18       | Southend Utd       | 3–2             | Luton Town         |
| 19       | Exeter City        | 3–0             | Cambridge City     |
| 20       | Huddersfield Town  | 2–1             | Ebbsfleet Utd      |
| 21       | Mansfield Town     | 1–0             | Oxford Utd         |
| 22       | Cardiff City       | 3–1             | Tiverton Town      |
| 23       | Grays Athletic     | 1–2             | Hinckley United    |
| 24       | Port Vale          | 3–0             | Aylesbury Utd      |
| 25       | Halifax Town       | 2–1             | Farnborough Town   |
| 26       | Stalybridge Celtic | 0–3             | Chesterfield       |
| 27       | Torquay Utd        | 1–2             | Northampton Town   |
| 28       | Hereford Utd       | 1–0             | Wrexham            |
| 29       | Kettering Town     | 1–6             | Cheltenham Town    |
| 30       | Stoke City         | 2–0             | Lewes              |
| 31       | Hayes              | 3–4             | Wycombe            |
| 32       | Wigan              | 0–1             | Canvey Island      |
| 33       | Tamworth           | 1–1             | Rochdale           |
| Replay   | Rochdale           | 1 – 0           | Tamworth           |
| 34       | Colchester Utd     | 0–0             | York City          |
| Replay   | York City          | 2 – 2 (3-2 dtr) | Colchester Utd     |
| 35       | Whitby Town        | 1–1             | Plymouth           |
| Replay   | Plymouth           | 3 – 2           | Whitby Town        |
| 36       | Cambridge Utd      | 1–1             | Notts County       |
| Replay   | Notts County       | 2 – 0           | Cambridge Utd      |
| 37       | Swansea City       | 4–0             | QPR                |
| 38       | Dag & Red          | 1–0             | Southport          |
| 39       | Aldershot Town     | 0–0             | Bristol Rovers     |
| Replay   | Bristol Rovers     | 1 – 0           | Aldershot Town     |
| 40       | Bedford Town       | 0–0             | Peterborough Utd   |
| Replay   | Peterborough Utd   | 2 – 1           | Bedford Town       |

## Secondo turno
| Incontro | Squadra in casa   | Risultato | Squadra fuori casa |
| -------- | ----------------- | --------- | ------------------ |
| 1        | Blackpool         | 2–0       | Rochdale           |
| 2        | Chesterfield      | 1–1       | Southend Utd       |
| Replay   | Southend Utd      | 2 – 0     | Chesterfield       |
| 3        | Canvey Island     | 1–0       | Northampton Town   |
| 4        | Macclesfield Town | 4–1       | Swansea City       |
| 5        | Swindon Town      | 3–2       | Hereford Utd       |
| 6        | Tranmere          | 6–1       | Carlisle Utd       |
| 7        | Wycombe           | 3–0       | Notts County       |
| 8        | Brighton          | 2–1       | Rushden & Diamonds |
| 9        | Plymouth          | 1–1       | Bristol Rovers     |
| Replay   | Bristol Rovers    | 3 – 2     | Plymouth           |
| 10       | Hull City         | 2–3       | Oldham Athletic    |
| 11       | Altrincham        | 1–2       | Darlington         |
| 12       | Exeter City       | 0–0       | Dag & Red          |
| Replay   | Dag & Red         | 3 – 0     | Exeter City        |
| 13       | Scunthorpe Utd    | 3–2       | Brentford          |
| 14       | Mansfield Town    | 4–0       | Huddersfield Town  |
| 15       | Cardiff City      | 3–0       | Port Vale          |
| 16       | Halifax Town      | 1–1       | Stoke City         |
| Replay   | Stoke City        | 3 – 0     | Halifax Town       |
| 17       | York City         | 2–0       | Reading            |
| 18       | Peterborough Utd  | 1–0       | Bournemouth        |
| 19       | Leyton Orient     | 2–1       | Lincoln City       |
| 20       | Hinckley Utd      | 0–2       | Cheltenham Town    |

## Terzo turno
| Incontro | Squadra in casa   | Risultato | Squadra fuori casa |
| -------- | ----------------- | --------- | ------------------ |
| 1        | Darlington        | 2–2       | Peterborough Utd   |
| Replay   | Peterborough Utd  | 2 – 0     | Darlington         |
| 2        | Burnley           | 4–1       | Canvey Island      |
| 3        | Liverpool         | 3–0       | Birmingham City    |
| 4        | Watford           | 2–4       | Arsenal            |
| 5        | Walsall           | 2–0       | Bradford City      |
| 6        | Leicester City    | 2–1       | Mansfield Town     |
| 7        | Aston Villa       | 2–3       | Manchester Utd     |
| 8        | Grimsby Town      | 0–0       | York City          |
| Replay   | York City         | 1 – 0     | Grimsby Town       |
| 9        | Macclesfield Town | 0–3       | West Ham Utd       |
| 10       | Wolverhampton     | 0–1       | Gillingham         |
| 11       | Crewe Alexandra   | 2–1       | Sheffield Weds     |
| 12       | Sunderland        | 1–2       | West Bromwich      |
| 13       | Derby County      | 1–3       | Bristol Rovers     |
| 14       | Sheffield Utd     | 1–0       | Nottingham Forest  |
| 15       | Stockport County  | 1–4       | Bolton             |
| 16       | Newcastle Utd     | 2–0       | Crystal Palace     |
| 17       | Wycombe           | 2–2       | Fulham             |
| Replay   | Fulham            | 1 – 0     | Wycombe            |
| 18       | Manchester City   | 2–0       | Swindon Town       |
| 19       | Barnsley          | 1–1       | Blackburn          |
| Replay   | Blackburn         | 3 – 1     | Barnsley           |
| 20       | Coventry City     | 0–2       | Tottenham          |
| 21       | Portsmouth        | 1–4       | Leyton Orient      |
| 22       | Brighton          | 0–2       | Preston N.E.       |
| 23       | Norwich City      | 0–0       | Chelsea            |
| Replay   | Chelsea           | 4 – 0     | Norwich City       |
| 24       | Millwall          | 2–1       | Scunthorpe Utd     |
| 25       | Wimbledon FC      | 0–0       | Middlesbrough      |
| Replay   | Middlesbrough     | 2–0       | Wimbledon FC       |
| 26       | Southend Utd      | 1–3       | Tranmere           |
| 27       | Cardiff City      | 2–1       | Leeds Utd          |
| 28       | Charlton          | 2–1       | Blackpool          |
| 29       | Cheltenham Town   | 2–1       | Oldham Athletic    |
| 30       | Stoke City        | 0–1       | Everton            |
| 31       | Rotherham Utd     | 2–1       | Southampton        |
| 32       | Dag & Red         | 1–4       | Ipswich Town       |

## Quarto turno
| Incontro | Squadra in casa  | Risultato | Squadra fuori casa |
| -------- | ---------------- | --------- | ------------------ |
| 1        | Preston N.E.     | 2–1       | Sheffield Utd      |
| 2        | Gillingham       | 1–0       | Bristol Rovers     |
| 3        | Middlesbrough    | 2–0       | Manchester Utd     |
| 4        | West Bromwich    | 1–0       | Leicester City     |
| 5        | Everton          | 4–1       | Leyton Orient      |
| 6        | Ipswich Town     | 1–4       | Manchester City    |
| 7        | Tranmere         | 3–1       | Cardiff City       |
| 8        | Tottenham        | 4–0       | Bolton             |
| 9        | Millwall         | 0–1       | Blackburn          |
| 10       | Chelsea          | 1–1       | West Ham Utd       |
| Replay   | West Ham Utd     | 2–3       | Chelsea            |
| 11       | Charlton         | 1–2       | Walsall            |
| 12       | Arsenal          | 1–0       | Liverpool          |
| 13       | Cheltenham Town  | 2–1       | Burnley            |
| 14       | York City        | 0–2       | Fulham             |
| 15       | Rotherham Utd    | 2–4       | Crewe Alexandra    |
| 16       | Peterborough Utd | 2–4       | Newcastle Utd      |

## Quinto turno
| Incontro | Squadra in casa | Risultato | Squadra fuori casa |
| -------- | --------------- | --------- | ------------------ |
| 1        | Walsall         | 1–2       | Fulham             |
| 2        | Middlesbrough   | 1–0       | Blackburn          |
| 3        | West Bromwich   | 1–0       | Cheltenham Town    |
| 4        | Everton         | 0–0       | Crewe Alexandra    |
| Replay   | Crewe Alexandra | 1–2       | Everton            |
| 5        | Newcastle Utd   | 1–0       | Manchester City    |
| 6        | Tottenham       | 4–0       | Tranmere           |
| 7        | Chelsea         | 3–1       | Preston N.E.       |
| 8        | Arsenal         | 5–2       | Gillingham         |

## Sesto turno
| Arbitro: | Alan Wiley |

|                                |           |  |
| Whelan 35’ Németh 37’ Ince 42’ | Marcatori |  |

| Arbitro: | Neale Barry |

|  |           |            |
|  | Marcatori | 47’ Marlet |

| Arbitro: | Mark Halsey |

|            |           |         |
| Robert 52’ | Marcatori | 14’ Edu |

| Arbitro: | Andy D'Urso |

|  |           |                                            |
|  | Marcatori | 12’ Gallas 48’, 66’ Guðjohnsen 54’ Le Saux |

### Replay
| Arbitro: | Uriah Rennie |

|                                   |           |  |
| Pires 2’ Bergkamp 9’ Campbell 50’ | Marcatori |  |

## Semifinali
| Arbitro: | Graham Poll |

|  |           |           |
|  | Marcatori | 42’ Terry |

| Arbitro: | David Elleray |

|  |           |                  |
|  | Marcatori | 39’ (aut.) Festa |

## Finale
| Arbitro: | Mike Riley |

|                           |            |                 |
| Parlour 70’ Ljungberg 80’ | Marcatori  |                 |
| Arsène Wenger             | Allenatori | Claudio Ranieri |

| Arsenal | Chelsea |